# Rhizorus kinokunianus
Rhizorus kinokunianus is een slakkensoort uit de familie van de Rhizoridae. De wetenschappelijke naam van de soort is voor het eerst geldig gepubliceerd in 1946 door Habe.